# Aeronautes andecolus
El vencejo andino (Aeronautes andecolus), también denominado vencejo blanco y vencejo chico, es una especie de ave apodiforme de la familia Apodidae que vive en América del Sur.

## Distribución y hábitat
Se encuentra en las zonas de matorral de montaña de Argentina, Bolivia, Chile, y Perú.

## Referencias

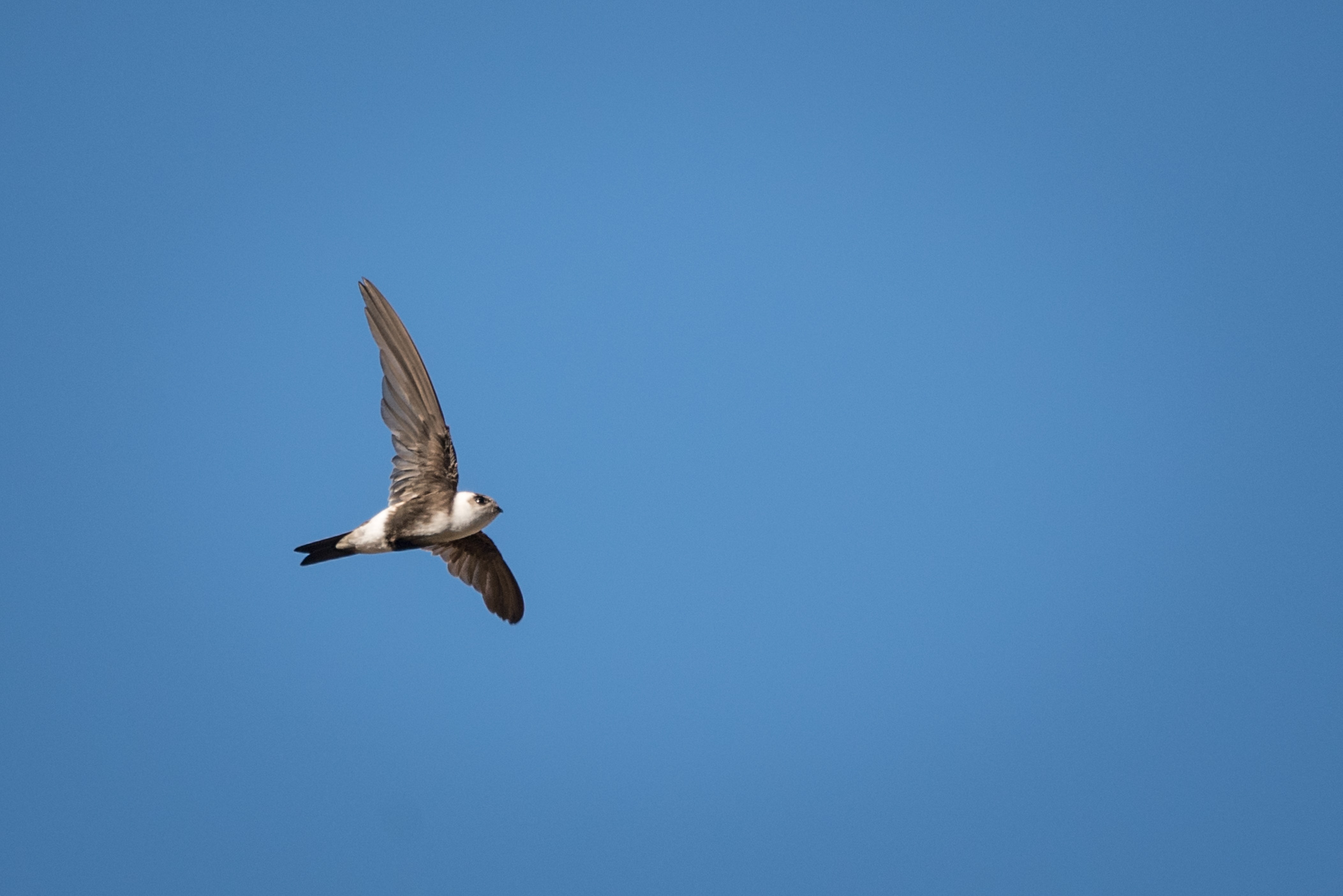
Ejemplar en vuelo